# Pterobryopsis crassicaulis
Pterobryopsis crassicaulis är en bladmossart som beskrevs av Fleischer 1905. Pterobryopsis crassicaulis ingår i släktet Pterobryopsis och familjen Pterobryaceae. Inga underarter finns listade i Catalogue of Life.